# Campionat de Bèlgica de sidecarcross
El Campionat de Bèlgica de sidecarcross, regulat per la federació belga de motociclisme (FMB, Fédération Motocycliste de Belgique), és la màxima competició de sidecarcross que es disputa a Bèlgica.

## Llista de guanyadors
A 1 de gener de 2025
| Any                      | Campions                                | Equip         |
| ------------------------ | --------------------------------------- | ------------- |
| 1951                     | Karel Dom /                             |               |
| 1952                     | Pierre Frenay /                         |               |
| 1953                     | Pierre Frenay /                         |               |
| 1954                     | Leon Liekens /                          |               |
| 1955                     | Leon Liekens /                          |               |
| 1956                     | Leon Liekens /                          |               |
| 1957                     | Roger van Lerberghe /                   |               |
| 1958                     | Leon Liekens /                          |               |
| 1959                     | Leon Liekens /                          |               |
| 1960                     | Joseph Brems /                          |               |
| 1961                     | Leon Liekens /                          |               |
| 1962                     | Leon Liekens /                          |               |
| 1963                     | Leon Liekens /                          |               |
| 1964                     | Leon Liekens /                          | Matchless     |
| 1965                     | Leon Liekens /                          |               |
| 1966                     | Georges van Tilt /                      |               |
| 1967                     | Leon Liekens /                          |               |
| 1968                     | Leon Liekens / Pierre van Hoof          | Norton        |
| 1969                     | Georges van Tilt /                      | Matchless     |
| 1970                     | Alois de Kort /                         |               |
| 1971                     | Alois de Kort / Louis de Laet           | Wasp-Norton   |
| 1972                     | Alois de Kort / Louis de Kort           | Wasp-Kawasaki |
| 1973                     | Alois de Kort / Pierre van Hoof         | Wasp-Kawasaki |
| 1974                     | Alois de Kort / Pierre van Hoof         | Wasp-Kawasaki |
| 1975                     | Remi Deeschemacker /                    |               |
| 1976                     | Alois de Kort / Leon Lariviere          | Wasp-Norton   |
| 1977                     | Boudewijn de Kort / Karel Torfs         | SPP-Kawasaki  |
| 1978                     | Daniel van Bellingen / Raf d' Hollander | Wasp-Norton   |
| 1979                     | Daniel van Bellingen / Raf d' Hollander | Wasp-Norton   |
| 1980                     | Daniel van Bellingen / Raf d' Hollander | EML-Norton    |
| 1981                     | Daniel van Bellingen / Raf d' Hollander | EML-Yamaha    |
| 1982                     | Daniel van Bellingen / Raf d' Hollander | Wasp-Yamaha   |
| 1983 - 1991: No disputat |                                         |               |
| 1992                     | Eddy Ramon / Gino Strubbe               | EML-KTM       |
| 1993                     | Gunther Govverts / Sven Verbrugge       | EML-KTM       |
| 1994                     | Gunther Govverts / Sven Verbrugge       | EML-KTM       |
| 1995                     | Jacky Janssen / Wiljam Janssen          | BSU-KTM       |
| 1996                     | No disputat                             | No disputat   |
| 1997                     | Peter Steegmans / Christian Verhagen    | BSU-KTM       |
| 1998 - 2003: No disputat |                                         |               |
| 2004                     | Kristers Sergis / Sven Verbrugge        | BSU-MTH       |
| 2005                     | Jan Goethals / Dimitri Vandeursen       | EML-MTH       |
| 2006                     | Daniel Willemsen / Sven Verbrugge       | Zabel-VMC     |
| 2007                     | Daniel Willemsen / Reto Grütter         | Zabel-VMC     |
| 2008                     | Joris Hendrickx / Kaspars Liepins       | KTM-AYR       |
| 2009                     | Joris Hendrickx / Kaspars Liepins       | KTM-VMC       |
| 2010                     | Joris Hendrickx / Kaspars Liepins       | KTM-VMC       |
| 2011                     | Jan Hendrickx / Tim Smeuninx            | Zabel-VMC     |
| 2012                     | Jan Hendrickx / Tim Smeuninx            | Zabel-VMC     |
| 2013                     | Ben Adriaenssen / Ben van den Bogaart   | KTM-WSP       |
| 2014                     | Jan Hendrickx / Elvijs Mucenieks        | KTM-WSP       |
| 2015                     | Jan Hendrickx / Ben van den Bogaart     | Husqvarna-WSP |
| 2016                     | Jan Hendrickx / Ben Van den Bogaart     |               |
| 2017                     | Jason Van Daele / Ben Van den Bogaart   |               |
| 2018                     | Marvin Vanluchene / Ben Van den Bogaart |               |
| 2019                     | Marvin Vanluchene / Ben Van den Bogaart |               |
| 2020 - 2022: Sense dades |                                         |               |
| 2023                     | Nick Janssens / Davy Gorris             |               |
| 2024                     | No disputat                             | No disputat   |

### Font
- «SIDECAR CROSS NATIONAL CHAMPIONSHIP BELGIUM» (en anglès).   The John Davy Pages. [Consulta: 19 agost 2008].